# دون واز
دون واز (بالإنجليزية: Don Was)‏ هو مغني ومنتج أسطوانات وموسيقي وكاتب أغاني وملحن وممثل أمريكي، ولد في 13 سبتمبر 1952 بديترويت في الولايات المتحدة.

## أعمال

### أفلام
- (2015) داني كولينز[6]
- (2018) مولد نجم[7][8]

## وصلات خارجية
- دون واز على موقع IMDb (الإنجليزية)
- دون واز على موقع ألو سيني (الفرنسية)
- دون واز على موقع ميوزك برينز (الإنجليزية)
- دون واز على موقع أول موفي (الإنجليزية)
- دون واز على موقع قاعدة بيانات الأفلام السويدية (السويدية)
- دون واز على موقع إن إن دي بي (الإنجليزية)
- دون واز على موقع أول ميوزيك (الإنجليزية)
- دون واز على موقع ديسكوغز (الإنجليزية)
- دون واز على موقع قاعدة بيانات الفيلم (الإنجليزية)
- دون واز على موقع كينوبويسك (الروسية)